# Sigurður Þórarinsson
Sigurður Þórarinsson (ur. 8 stycznia 1912 w  Vopnafjörður, zm. 8 lutego 1983 w Reykjavíku) – islandzki geolog, wulkanolog i glacjolog, pionier tefrochronologii.

## Życiorys
Sigurður Þórarinsson urodził się 8 stycznia 1912 roku w Vopnafjörður. Jego rodzina zajmowała się rolnictwem. Po ukończeniu szkoły w Akureyri, studiował na Uniwersytecie Kopenhaskim (1931–1932), a następnie na Uniwersytecie Sztokholmskim (1932–1944). W 1944 roku uzyskał tytuł doktora geologii, broniąc pionierską pracę z zakresu tefrochronologii – Tefrokronologiska studier på Island.
W 1945 roku powrócił do Islandii, gdzie zaczął pracować dla Islandzkiej Rady Nauk. W latach 1947–1969 był dyrektorem Muzeum Przyrodniczego. W 1969 roku został pierwszym profesorem geografii i geologii na Uniwersytecie Islandzkim, gdzie pracował do emerytury w 1982 roku.
Był autorem wielu tekstów piosenek, które zyskały popularność w Islandii. Zmarł 8 lutego 1983 roku w Reykjavíku.

## Działalność naukowa
Þórarinsson zajmował się badaniami nad wulkanami i lodowcami. Przez 50 lat dokumentował aktywność wulkaniczną i działalność lodowców na Islandii. W latach 1936–1938 brał udział razem z Hansem Ahlmannem (1889–1974) w wyprawie badawczej na lodowiec Vatnajökull, gdzie zbadano procesy akumulacji i ablacji lodu. Studiował erupcje wulkaniczne na Islandii, m.in. wybuchy Hekli (1947–48, 1970, 1980, 1981), powstanie wyspy Surtsey (1963–1967). Był pionierem tefrochronologii – geochronologicznej metody datowania osadów w geologii i archeologii na podstawie identyfikacji warstw popiołów wulkanicznych pochodzących z wybuchów wulkanów o znanej już chronologii. Napisał ponad 200 artykułów naukowych, z czego ponad 50 z zakresu glacjologii. W 1974 roku wydał książkę o historii powodzi lodowcowych – jökulhlaup – i erupcji Grimsvötn. Od 1957 roku był jednym z redaktorów czasopisma naukowego Jökull. Od 1969 roku przewodniczył Islandzkiemu Towarzystwu Glacjologicznemu.

## Nagrody i członkostwa
- 1946 – członek Islandzkiego Towarzystwa Nauk[2]
- 1954 – członek Londyńskiego Towarzystwa Geologicznego[2]
- 1957 – członek Królewskiej Duńskiej Akademii Nauk[2]
- 1961 – członek Niemieckiej Akademii Przyrodników Leopoldina[2]
- 1961 – doctor honoris causa Uniwersytetu Islandzkiego[2]
- 1968 – członek Królewskiej Akademii Sztuk i Nauk w Göteborgu[2]
- 1969 – członek Królewskiego Towarzystwa Fizjograficznego w Lund[2]
- 1970 – Medal Vega[2]
- 1971 – członek Królewskiej Szwedzkiej Akademii Nauk[2]
- 1971 – członek Norweskiej Akademii Nauk[2]
- 1975 – członek Fińskiej Akademii Nauk[2]
- 1973 – honorowy członek Międzynarodowego Towarzystwa Glacjologicznego (ang. International Glaciological Society, IGS)[2]
- 1978 – członek The Explorers Club[2]

## Upamiętnienie
Od 1987 roku co cztery lata Międzynarodowe Towarzystwo Wulkanologii i Chemii Wnętrza Ziemi (ang. International Association of Volcanology and Chemistry of the Earth's Interior) przyznaje medal im. Thorarinssona za wybitny wkład w rozwój wulkanologii.